# Kevin Ford
Kevin Anthony Ford (Portland, 7 juli 1960) is een Amerikaans voormalig ruimtevaarder. Ford zijn eerste ruimtevlucht was STS-128 met de spaceshuttle Discovery en vond plaats op 29 augustus 2009. Tijdens de missie nam de shuttle de Multi-Purpose Logistics Module "Leonardo" met voorraad mee naar het Internationaal ruimtestation ISS. 
Ford maakte deel uit van NASA Astronautengroep 18. Deze groep van 17 ruimtevaarders begon hun training in 2000 en had als bijnaam The Bugs. 
In totaal heeft Ford twee ruimtevluchten op zijn naam staan. In 2014 verliet hij NASA en ging hij als astronaut met pensioen. 